# Liste der Nummer-eins-Hits in den britischen Charts (1993)
Dies ist eine Liste der Nummer-eins-Hits in den britischen Charts im Jahr 1993. Sie basiert auf den Official Singles Chart Top 75 und den Albums Chart Top 75, die vom Chart Information Network ermittelt wurden. Es gab in diesem Jahr 14 Nummer-eins-Singles und 28 Nummer-eins-Alben.

## Singles
| ← 1992 ← | Liste der Nummer-eins-Hits in den britischen Charts | Liste der Nummer-eins-Hits in den britischen Charts | Liste der Nummer-eins-Hits in den britischen Charts | 1994 →                    |
| \| Zeitraum \| Wo. ges. \| Interpret \| Titel Autor(en) \| Zusätzliche Informationen \| \| (Zeitraum, Wochen auf Platz eins, Interpret, Titel, Autor[en], zusätzliche Informationen) \| \| \| \| \| \| ----------------------------------------------------------------------------------------- \| -------- \| ------------------------------------------- \| ---------------------------------------------- \| ------------------------- \| \| 29. November 1992 – 6. Februar 1993 10 Wochen \| 10 \| Whitney Houston \| I Will Always Love You \| – \| \| 7. Februar 1993 – 13. März 1993 5 Wochen \| 5 \| 2 Unlimited \| No Limit \| – \| \| 14. März 1993 – 27. März 1993 2 Wochen \| 2 \| Shaggy \| Oh Carolina \| – \| \| 28. März 1993 – 24. April 1993 4 Wochen \| 4 \| Bluebells \| Young at Heart \| – \| \| 25. April 1993 – 15. Mai 1993 3 Wochen \| 3 \| George Michael & Queen with Lisa Stansfield \| Five Live (EP) \| – \| \| 16. Mai 1993 – 5. Juni 1993 3 Wochen \| 3 \| Ace of Base \| All That She Wants \| – \| \| 6. Juni 1993 – 19. Juni 1993 2 Wochen \| 2 \| UB40 \| (I Can’ Help) Falling in Love with You \| – \| \| 20. Juni 1993 – 10. Juli 1993 3 Wochen \| 3 \| Gabrielle \| Dreams \| – \| \| 11. Juli 1993 – 7. August 1993 4 Wochen \| 4 \| Take That \| Pray \| – \| \| 8. August 1993 – 21. August 1993 2 Wochen \| 2 \| Freddie Mercury \| Living on My Own (‚No More Brothers‘ Remix) \| – \| \| 22. August 1993 – 18. September 1993 4 Wochen \| 4 \| Culture Beat \| Mr. Vain \| – \| \| 19. September 1993 – 2. Oktober 1993 2 Wochen \| 2 \| DJ Jazzy Jeff & the Fresh Prince \| Boom! Shake the Room! \| – \| \| 3. Oktober 1993 – 16. Oktober 1993 2 Wochen \| 2 \| Take That feat. Lulu \| Relight My Fire \| – \| \| 17. Oktober 1993 – 4. Dezember 1993 7 Wochen \| 7 \| Meat Loaf \| I’d Do Anything for Love (But I Won’t Do That) \| – \| \| 5. Dezember 1993 – 11. Dezember 1993 1 Woche (insgesamt 3) \| 3 \| Mr. Blobby \| Mr. Blobby \| – \| \| 12. Dezember 1993 – 18. Dezember 1993 1 Woche \| 1 \| Take That \| Babe \| – \| \| 19. Dezember 1993 – 1. Januar 1994 2 Wochen (insgesamt 3) \| 3 \| Mr. Blobby \| Mr. Blobby \| – \| |                                                     |                                                     |                                                     |                           |
| ← 1992 |                                                     |                                                     |                                                     | → 1994 →                  |
| Zeitraum | Wo. ges.                                            | Interpret                                           | Titel Autor(en)                                     | Zusätzliche Informationen |
| (Zeitraum, Wochen auf Platz eins, Interpret, Titel, Autor[en], zusätzliche Informationen) |                                                     |                                                     |                                                     |                           |
| 29. November 1992 – 6. Februar 1993 10 Wochen | 10                                                  | Whitney Houston                                     | I Will Always Love You                              | –                         |
| 7. Februar 1993 – 13. März 1993 5 Wochen | 5                                                   | 2 Unlimited                                         | No Limit                                            | –                         |
| 14. März 1993 – 27. März 1993 2 Wochen | 2                                                   | Shaggy                                              | Oh Carolina                                         | –                         |
| 28. März 1993 – 24. April 1993 4 Wochen | 4                                                   | Bluebells                                           | Young at Heart                                      | –                         |
| 25. April 1993 – 15. Mai 1993 3 Wochen | 3                                                   | George Michael & Queen with Lisa Stansfield         | Five Live (EP)                                      | –                         |
| 16. Mai 1993 – 5. Juni 1993 3 Wochen | 3                                                   | Ace of Base                                         | All That She Wants                                  | –                         |
| 6. Juni 1993 – 19. Juni 1993 2 Wochen | 2                                                   | UB40                                                | (I Can’ Help) Falling in Love with You              | –                         |
| 20. Juni 1993 – 10. Juli 1993 3 Wochen | 3                                                   | Gabrielle                                           | Dreams                                              | –                         |
| 11. Juli 1993 – 7. August 1993 4 Wochen | 4                                                   | Take That                                           | Pray                                                | –                         |
| 8. August 1993 – 21. August 1993 2 Wochen | 2                                                   | Freddie Mercury                                     | Living on My Own (‚No More Brothers‘ Remix)         | –                         |
| 22. August 1993 – 18. September 1993 4 Wochen | 4                                                   | Culture Beat                                        | Mr. Vain                                            | –                         |
| 19. September 1993 – 2. Oktober 1993 2 Wochen | 2                                                   | DJ Jazzy Jeff & the Fresh Prince                    | Boom! Shake the Room!                               | –                         |
| 3. Oktober 1993 – 16. Oktober 1993 2 Wochen | 2                                                   | Take That feat. Lulu                                | Relight My Fire                                     | –                         |
| 17. Oktober 1993 – 4. Dezember 1993 7 Wochen | 7                                                   | Meat Loaf                                           | I’d Do Anything for Love (But I Won’t Do That)      | –                         |
| 5. Dezember 1993 – 11. Dezember 1993 1 Woche (insgesamt 3) | 3                                                   | Mr. Blobby                                          | Mr. Blobby                                          | –                         |
| 12. Dezember 1993 – 18. Dezember 1993 1 Woche | 1                                                   | Take That                                           | Babe                                                | –                         |
| 19. Dezember 1993 – 1. Januar 1994 2 Wochen (insgesamt 3) | 3                                                   | Mr. Blobby                                          | Mr. Blobby                                          | –                         |

## Alben
| ← 1992 ← | Liste der Nummer-eins-Hits in den britischen Charts | Liste der Nummer-eins-Hits in den britischen Charts | Liste der Nummer-eins-Hits in den britischen Charts | 1994 →                    |
| \| Zeitraum \| Wo. ges. \| Interpret \| Titel \| Zusätzliche Informationen \| \| (Zeitraum, Wochen auf Platz eins, Interpret, Titel, zusätzliche Informationen) \| \| \| \| \| \| ------------------------------------------------------------------------------ \| -------- \| -------------------------- \| ------------------------------------------ \| ------------------------- \| \| 6. Dezember 1992 – 17. Januar 1993 7 Wochen (insgesamt 7) \| 7 \| Cher \| Greatest Hits: 1965–1992 \| – \| \| 18. Januar 1993 – 30. Januar 1993 1 Woche \| 1 \| Genesis \| Live – The Way We Walk Volume 2: The Longs \| – \| \| 31. Januar 1993 – 6. Februar 1993 1 Woche \| 1 \| Little Angels \| Jam \| – \| \| 7. Februar 1993 – 13. Februar 1993 1 Woche \| 1 \| The Cult \| Pure Cult \| – \| \| 14. Februar 1993 – 20. Februar 1993 1 Woche \| 1 \| Buddy Holly & the Crickets \| Words of Love \| – \| \| 21. Februar 1993 – 27. Februar 1993 1 Woche \| 1 \| East 17 \| Walthamstow \| – \| \| 28. Februar 1993 – 6. März 1993 1 Woche (insgesamt 2) \| 2 \| Annie Lennox \| Diva \| – \| \| 7. März 1993 – 20. März 1993 2 Wochen \| 2 \| Lenny Kravitz \| Are You Gonna Go My Way \| – \| \| 21. März 1993 – 27. März 1993 1 Woche \| 1 \| Hot Chocolate \| Their Greatest Hits \| – \| \| 28. März 1993 – 3. April 1993 1 Woche \| 1 \| Depeche Mode \| Songs of Faith and Devotion \| – \| \| 4. April 1993 – 10. April 1993 1 Woche \| 1 \| Suede \| Suede \| – \| \| 11. April 1993 – 17. April 1993 1 Woche \| 1 \| David Bowie \| Black Tie White Noise \| – \| \| 18. April 1993 – 24. April 1993 1 Woche (insgesamt 4) \| 4 \| R.E.M. \| Automatic for the People \| – \| \| 25. April 1993 – 1. Mai 1993 1 Woche \| 1 \| Cliff Richard \| The Album \| – \| \| 2. Mai 1993 – 8. Mai 1993 1 Woche (insgesamt 4) \| 4 \| R.E.M. \| Automatic for the People \| – \| \| 9. Mai 1993 – 15. Mai 1993 1 Woche \| 1 \| New Order \| Republic \| – \| \| 16. Mai 1993 – 22. Mai 1993 1 Woche (insgesamt 4) \| 4 \| R.E.M. \| Automatic for the People \| – \| \| 23. Mai 1993 – 5. Juni 1993 2 Wochen \| 2 \| Janet Jackson \| Janet. \| – \| \| 6. Juni 1993 – 12. Juni 1993 1 Woche \| 1 \| 2 Unlimited \| No Limits \| – \| \| 13. Juni 1993 – 19. Juni 1993 1 Woche \| 1 \| Tina Turner \| What’s Love Got to Do with It (Soundtrack) \| – \| \| 20. Juni 1993 – 10. Juli 1993 3 Wochen \| 3 \| Jamiroquai \| Emergency on Planet Earth \| – \| \| 11. Juli 1993 – 17. Juli 1993 1 Woche \| 1 \| U2 \| Zooropa \| – \| \| 18. Juli 1993 – 4. September 1993 7 Wochen \| 7 \| UB40 \| Promises and Lies \| – \| \| 5. September 1993 – 11. September 1993 1 Woche (insgesamt 6) \| 6 \| Mariah Carey \| Music Box \| – \| \| 12. September 1993 – 18. September 1993 1 Woche (insgesamt 11) \| 11 \| Meat Loaf \| Bat Out of Hell II: Back into Hell \| – \| \| 19. September 1993 – 25. September 1993 1 Woche \| 1 \| Nirvana \| In Utero \| – \| \| 26. September 1993 – 2. Oktober 1993 1 Woche (insgesamt 11) \| 11 \| Meat Loaf \| Bat Out of Hell II: Back into Hell \| – \| \| 3. Oktober 1993 – 9. Oktober 1993 1 Woche \| 1 \| Pet Shop Boys \| Very \| – \| \| 10. Oktober 1993 – 16. Oktober 1993 1 Woche (insgesamt 11) \| 11 \| Meat Loaf \| Bat Out of Hell II: Back into Hell \| – \| \| 17. Oktober 1993 – 23. Oktober 1993 1 Woche (insgesamt 2) \| 2 \| Take That \| Everything Changes \| – \| \| 24. Oktober 1993 – 13. November 1993 3 Wochen (insgesamt 11) \| 11 \| Meat Loaf \| Bat Out of Hell II: Back into Hell \| – \| \| 14. November 1993 – 20. November 1993 1 Woche \| 1 \| Phil Collins \| Both Sides \| – \| \| 21. November 1993 – 25. Dezember 1993 5 Wochen (insgesamt 11) \| 11 \| Meat Loaf \| Bat Out of Hell II: Back into Hell \| – \| \| 26. Dezember 1993 – 1. Januar 1994 1 Woche (insgesamt 2) \| 2 \| Diana Ross \| One Woman – The Ultimate Collection \| – \| |                                                     |                                                     |                                                     |                           |
| ← 1992 |                                                     |                                                     |                                                     | → 1994 →                  |
| Zeitraum | Wo. ges.                                            | Interpret                                           | Titel                                               | Zusätzliche Informationen |
| (Zeitraum, Wochen auf Platz eins, Interpret, Titel, zusätzliche Informationen) |                                                     |                                                     |                                                     |                           |
| 6. Dezember 1992 – 17. Januar 1993 7 Wochen (insgesamt 7) | 7                                                   | Cher                                                | Greatest Hits: 1965–1992                            | –                         |
| 18. Januar 1993 – 30. Januar 1993 1 Woche | 1                                                   | Genesis                                             | Live – The Way We Walk Volume 2: The Longs          | –                         |
| 31. Januar 1993 – 6. Februar 1993 1 Woche | 1                                                   | Little Angels                                       | Jam                                                 | –                         |
| 7. Februar 1993 – 13. Februar 1993 1 Woche | 1                                                   | The Cult                                            | Pure Cult                                           | –                         |
| 14. Februar 1993 – 20. Februar 1993 1 Woche | 1                                                   | Buddy Holly & the Crickets                          | Words of Love                                       | –                         |
| 21. Februar 1993 – 27. Februar 1993 1 Woche | 1                                                   | East 17                                             | Walthamstow                                         | –                         |
| 28. Februar 1993 – 6. März 1993 1 Woche (insgesamt 2) | 2                                                   | Annie Lennox                                        | Diva                                                | –                         |
| 7. März 1993 – 20. März 1993 2 Wochen | 2                                                   | Lenny Kravitz                                       | Are You Gonna Go My Way                             | –                         |
| 21. März 1993 – 27. März 1993 1 Woche | 1                                                   | Hot Chocolate                                       | Their Greatest Hits                                 | –                         |
| 28. März 1993 – 3. April 1993 1 Woche | 1                                                   | Depeche Mode                                        | Songs of Faith and Devotion                         | –                         |
| 4. April 1993 – 10. April 1993 1 Woche | 1                                                   | Suede                                               | Suede                                               | –                         |
| 11. April 1993 – 17. April 1993 1 Woche | 1                                                   | David Bowie                                         | Black Tie White Noise                               | –                         |
| 18. April 1993 – 24. April 1993 1 Woche (insgesamt 4) | 4                                                   | R.E.M.                                              | Automatic for the People                            | –                         |
| 25. April 1993 – 1. Mai 1993 1 Woche | 1                                                   | Cliff Richard                                       | The Album                                           | –                         |
| 2. Mai 1993 – 8. Mai 1993 1 Woche (insgesamt 4) | 4                                                   | R.E.M.                                              | Automatic for the People                            | –                         |
| 9. Mai 1993 – 15. Mai 1993 1 Woche | 1                                                   | New Order                                           | Republic                                            | –                         |
| 16. Mai 1993 – 22. Mai 1993 1 Woche (insgesamt 4) | 4                                                   | R.E.M.                                              | Automatic for the People                            | –                         |
| 23. Mai 1993 – 5. Juni 1993 2 Wochen | 2                                                   | Janet Jackson                                       | Janet.                                              | –                         |
| 6. Juni 1993 – 12. Juni 1993 1 Woche | 1                                                   | 2 Unlimited                                         | No Limits                                           | –                         |
| 13. Juni 1993 – 19. Juni 1993 1 Woche | 1                                                   | Tina Turner                                         | What’s Love Got to Do with It (Soundtrack)          | –                         |
| 20. Juni 1993 – 10. Juli 1993 3 Wochen | 3                                                   | Jamiroquai                                          | Emergency on Planet Earth                           | –                         |
| 11. Juli 1993 – 17. Juli 1993 1 Woche | 1                                                   | U2                                                  | Zooropa                                             | –                         |
| 18. Juli 1993 – 4. September 1993 7 Wochen | 7                                                   | UB40                                                | Promises and Lies                                   | –                         |
| 5. September 1993 – 11. September 1993 1 Woche (insgesamt 6) | 6                                                   | Mariah Carey                                        | Music Box                                           | –                         |
| 12. September 1993 – 18. September 1993 1 Woche (insgesamt 11) | 11                                                  | Meat Loaf                                           | Bat Out of Hell II: Back into Hell                  | –                         |
| 19. September 1993 – 25. September 1993 1 Woche | 1                                                   | Nirvana                                             | In Utero                                            | –                         |
| 26. September 1993 – 2. Oktober 1993 1 Woche (insgesamt 11) | 11                                                  | Meat Loaf                                           | Bat Out of Hell II: Back into Hell                  | –                         |
| 3. Oktober 1993 – 9. Oktober 1993 1 Woche | 1                                                   | Pet Shop Boys                                       | Very                                                | –                         |
| 10. Oktober 1993 – 16. Oktober 1993 1 Woche (insgesamt 11) | 11                                                  | Meat Loaf                                           | Bat Out of Hell II: Back into Hell                  | –                         |
| 17. Oktober 1993 – 23. Oktober 1993 1 Woche (insgesamt 2) | 2                                                   | Take That                                           | Everything Changes                                  | –                         |
| 24. Oktober 1993 – 13. November 1993 3 Wochen (insgesamt 11) | 11                                                  | Meat Loaf                                           | Bat Out of Hell II: Back into Hell                  | –                         |
| 14. November 1993 – 20. November 1993 1 Woche | 1                                                   | Phil Collins                                        | Both Sides                                          | –                         |
| 21. November 1993 – 25. Dezember 1993 5 Wochen (insgesamt 11) | 11                                                  | Meat Loaf                                           | Bat Out of Hell II: Back into Hell                  | –                         |
| 26. Dezember 1993 – 1. Januar 1994 1 Woche (insgesamt 2) | 2                                                   | Diana Ross                                          | One Woman – The Ultimate Collection                 | –                         |

Die Angaben basieren auf den offiziellen Verkaufshitparaden des Chart Information Networks für das Vereinigte Königreich. Die Datumsangaben beziehen sich auf das Gültigkeitsdatum der Charts, also jeweils die auf die Verkaufswoche folgende Woche.

## Jahreshitparaden
| ← 1992 ← | Liste der Nummer-eins-Hits in den britischen Charts | Liste der Nummer-eins-Hits in den britischen Charts | Liste der Nummer-eins-Hits in den britischen Charts | 1994 →   |
| \| Singles \| Position# \| Alben \| \| -------------------------------------------------------- \| --------- \| ---------------------------------------------- \| \| I’d Do Anything for Love (But I Won’t Do That) Meat Loaf \| 1 \| Bat Out of Hell II: Back into Hell Meat Loaf \| \| (I Can’ Help) Falling in Love with You UB40 \| 2 \| Automatic for the People R.E.M. \| \| All That She Wants Ace of Base \| 3 \| Everything Changes Take That \| \| No Limit 2 Unlimited \| 4 \| So Close Dina Carroll \| \| Dreams Gabrielle \| 5 \| So Far So Good Bryan Adams \| \| Mr. Blobby \| 6 \| One Woman – The Ultimate Collection Diana Ross \| \| Oh Carolina Shaggy \| 7 \| Promises and Lies UB40 \| \| What Is Love Haddaway \| 8 \| Both Sides Phil Collins \| \| I Will Always Love You Whitney Houston \| 9 \| Zooropa U2 \| \| Mr. Vain Culture Beat \| 10 \| Music Box Mariah Carey \| |                                                     |                                                     |                                                     |          |
| ← 1992 |                                                     |                                                     |                                                     | → 1994 → |
| Singles | Position#                                           | Alben                                               |                                                     |          |
| I’d Do Anything for Love (But I Won’t Do That) Meat Loaf | 1                                                   | Bat Out of Hell II: Back into Hell Meat Loaf        |                                                     |          |
| (I Can’ Help) Falling in Love with You UB40 | 2                                                   | Automatic for the People R.E.M.                     |                                                     |          |
| All That She Wants Ace of Base | 3                                                   | Everything Changes Take That                        |                                                     |          |
| No Limit 2 Unlimited | 4                                                   | So Close Dina Carroll                               |                                                     |          |
| Dreams Gabrielle | 5                                                   | So Far So Good Bryan Adams                          |                                                     |          |
| Mr. Blobby | 6                                                   | One Woman – The Ultimate Collection Diana Ross      |                                                     |          |
| Oh Carolina Shaggy | 7                                                   | Promises and Lies UB40                              |                                                     |          |
| What Is Love Haddaway | 8                                                   | Both Sides Phil Collins                             |                                                     |          |
| I Will Always Love You Whitney Houston | 9                                                   | Zooropa U2                                          |                                                     |          |
| Mr. Vain Culture Beat | 10                                                  | Music Box Mariah Carey                              |                                                     |          |